# 朱健杙
朱健杙（1494年11月4日—1520年10月10日），明朝第四代鲁王——鲁莊王朱陽鑄之孙。生于弘治七年十月初七日（1494年11月4日），弘治十六年三月初五日（1503年4月1日），封鲁世孙。弘治十八年（1505年），父亲世子朱當漎薨逝，朱健杙成了鲁王第一继承人。正德三年（1508年）正月二十四日娶已故袭封衍圣公孔弘泰长女为妃。正德九年（1514年）十月初三日起得武宗许可，代祖父管理王府事务。当了17年的世孙，正德十五年八月二十九日（1520年10月10日），朱健杙薨逝，年二十七。所生四个庶子皆夭折，另有二女年幼未封，病逝後一個月孔妃生下遗腹子朱觀𤊟。朱觀𤊟嗣位鲁王后，追封朱健杙为鲁悼王。

## 鲁悼王圹志
朱健杙墓位于山东平邑县白彦镇小山后村东北毓秀山南麓，在其父朱当漎墓的正西约50米处，封土高3米，直径10米。两墓处于同一陵园内，同时遭到破坏，墓室结构相同，墓志四边雕刻的纹饰、内容、雕刻技法也完全相同。朱健杙墓志盖长88厘米，宽82厘米，阴刻篆书“明故鲁世孙圹志”。志石长87厘米，宽81厘米，志文楷书。

明故鲁世孙圹志

　　鲁世孙乃太祖高皇帝七世孙，今鲁王嫡孙，已故鲁世子怀简之嫡子也。弘治十二年七月二十七日，御赐名健杙。弘治十六年三月初五日受封为鲁世孙，正德三年正月二十四日奏奉勅给与世子冠服，代行礼仪，娶孔氏，已故袭封衍圣公孔弘泰长女。正德九年十月初三日鲁王因世子早卒，在己年老，奏请世孙代理府事，奉武宗皇帝圣旨：“王既年老有疾，着世孙健杙代理府事。钦此。”遵钦奉命以来，代理府事。至正德十五年八月二十九日未时以疾卒，生于弘治七年十月初七日未时，存年二十七岁。庶生四子，皆夭卒。后次月，夫人孔氏嫡生一子，奏闻，荷蒙武宗皇帝于准奏暂理府事。勅内开谕有“待健杙夫人孔氏所生子长成，奏请名封”之旨。此朝廷亲亲之恩、重嫡之典也。女二人，尚幼，俱未请封。世孙病故，讣闻，上遣长史赐祭，爰念亲情，首七窀穸十旬，期岁再期禅除，皆赐祭焉，命有司营葬如制。工部委主事一员督工，以嘉靖元年八月二十九日圹成，葬于兖城东费县毓秀山之原。呜呼！生长宗藩，早膺封爵，正宜永年，以享荣贵，夫何一疾遽尔云亡。爰述其概，纳诸幽圹，用垂不朽云。

## 后代
- 儿子鲁端王朱觀𤊟